# Drmaly (přírodní památka)
Drmaly jsou přírodní památka, jež se nachází nad stejnojmennou vesnicí v údolí potoka Lužec v Krušných horách mezi Jirkovem, Boleboří a Vysokou Pecí v okrese Chomutov. Důvodem ochrany území jsou lesní společenstva se vzácnými druhy živočichů, ke kterým patří například holub doupňák, lejsek malý nebo brouci z čeledi kovaříkovitých a lignikolních a saprotrofních hub.

## Historie
V minulosti probíhala v údolí Lužce v omezeném rozsahu těžba nerostných surovin. V polovině dvacátého století celou oblast porůstaly lesnicky využívané lesy tvořené dospělými rozvolněnými porosty, které se střídaly s mladými porosty ve fázi mlazin nebo tyčkovin. Území je součástí honiteb Svatý Hubert, Jindřišská a Obora Červený hrádek.
Chráněné území vyhlásil krajský úřad Ústeckého kraje dne 1. března 2019. Přírodní památka je v Ústředním seznamu ochrany přírody evidována pod číslem 6179. Nachází se na území rozsáhlé evropsky významné lokality Východní Krušnohoří.

## Přírodní poměry
Chráněné území měří 137,7713 hektaru a nachází se v nadmořské výšce 367–554 metrů (podle plánu péče 386–554 metrů) v katastrálních územích Boleboř, Červený Hrádek u Jirkova a Drmaly. Část chráněného území, převážně na pravém břehu Lužce, je oplocená a patří k červenohrádecké oboře.

### Abiotické podmínky

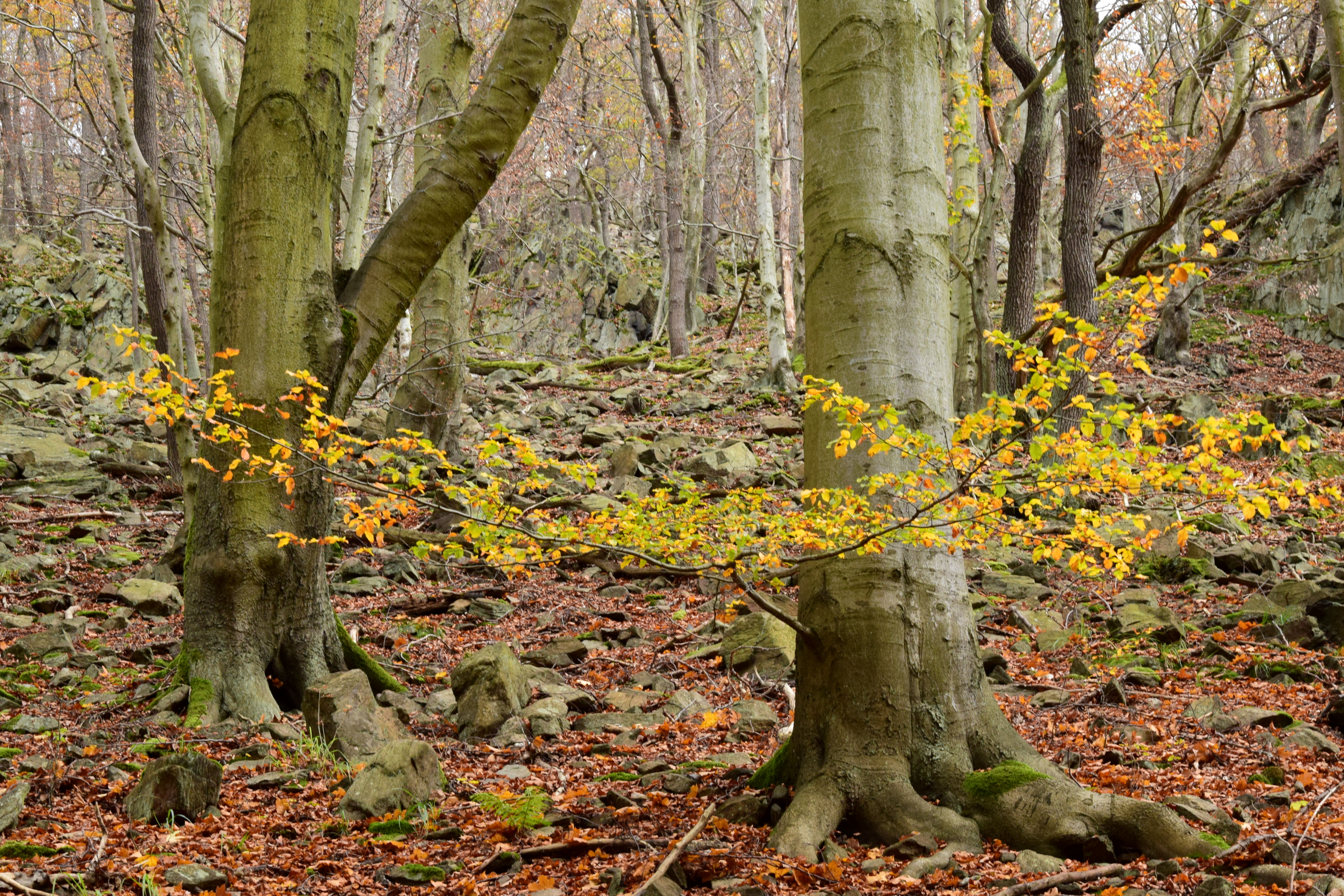
Suťový les

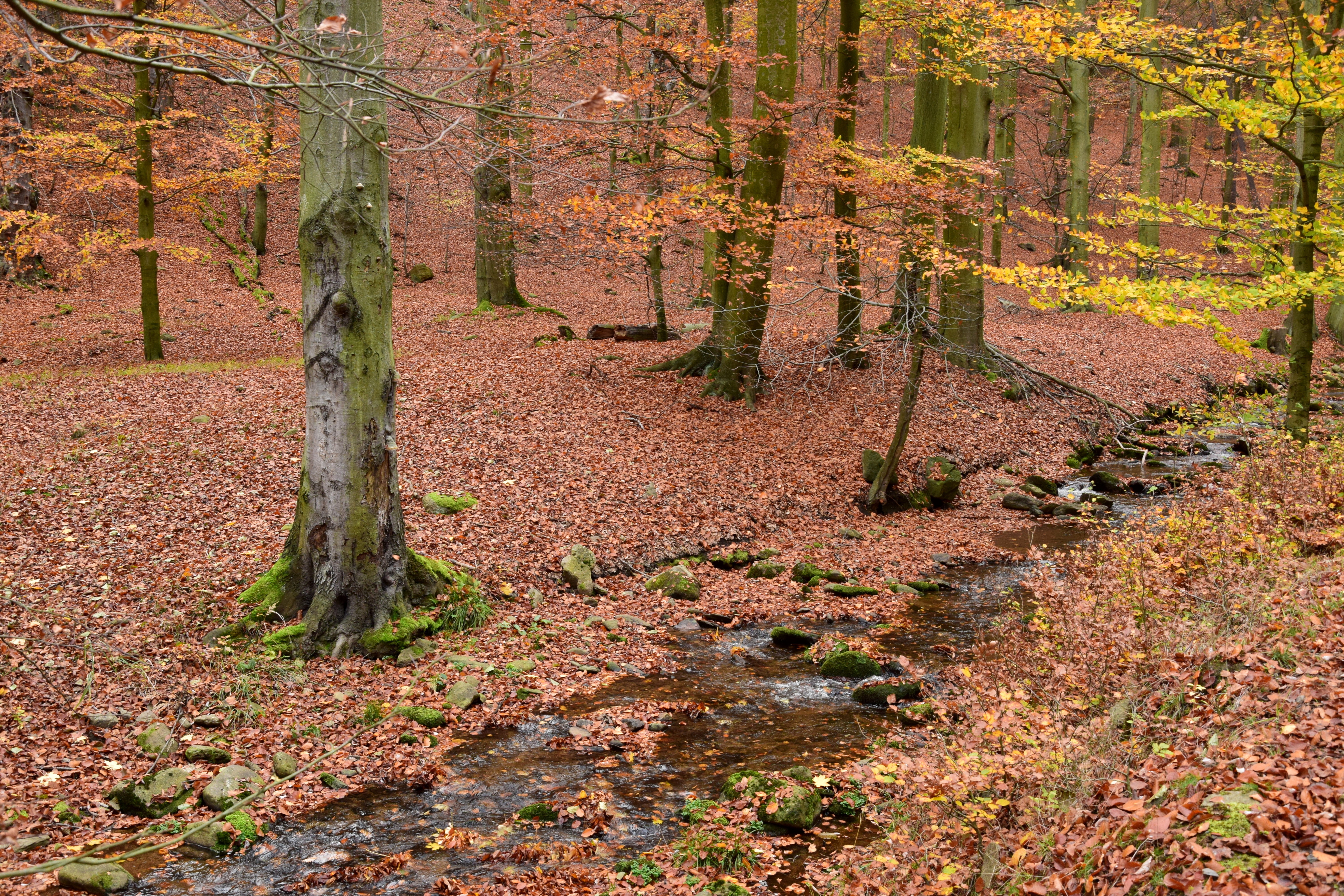
Potok Lužec

Přírodní památka leží v oblasti krušnohorského krystalinika. Geologické podloží tvoří dvojslídné a biotitické metagranity až metagranodiority a ortoruly.
V geomorfologickém členění Česka leží lokalita v Krušných horách, konkrétně v podcelku Loučenská hornatina a v okrsku Bolebořská vrchovina. Podle Plánu péče jsou součástí přírodní památky také Hovězí skály v okrsku Rudolická hornatina, ale ty se nachází dále na východ na úbočí vrchu Jedlová (853 metrů) mimo hranice chráněného území. Nejnižší bod je v jižní části území v místech, kde potok Lužec opouští úzké údolí, zatímco místa s nejvyšší výškou jsou v severní části v místech s pomístním názvem Panoráma. Na jihovýchodě leží Mufloní pahorek (466 metrů) a na severozápadě vrch Kamenice (520 metrů). Jediným půdním typem je podzol kambický.
Celé údolí patří do povodí Bíliny. Vodu odvádí potok Lužec, který se vlévá do Podkrušnohorského přivaděče. V údolí se nachází řada pramenišť a drobných potoků. V rámci Quittovy klasifikace podnebí se velká část chráněného území nachází v mírně teplé oblasti MT4 a jihovýchodní část v mírně teplé oblasti MT9.

### Flóra a fauna
Více než polovinu chráněného území zaujímá ekosystém acidofilních bučin s dominantním bukem lesním (Fagus sylvatica). V Drmalech v tomto ekosystému zcela chybí jedle bělokorá (Abies Alba) a jako příměs rostou břízy, modřín opadavý (Larix decidua), dub červený (Quercus rubra) a douglaska tisolistá (Pseudotsuga menziesii). Přibližně po deseti procentech rozlohy zabírají hercynské dubohrabřiny s dubem zimním (Quercus petraea) a velmi malým zastoupením habru, suché acidofilní doubravy s dominantním dubem zimním a příměsí břízy bělokoré (Betula pendula) a květnaté bučiny, kde v Drmalech kromě buku lesního převládá javor klen (Acer pseudoplatanus). Velmi malé zastoupení (do dvou procent) mají suťové lesy s převažujícími duby zimními a buky lesními a údolní jasanovo-olšové luhy s dominantní olší lepkavou (Alnus glutinosa) a jasanem ztepilým (Fraxinus excelsior).

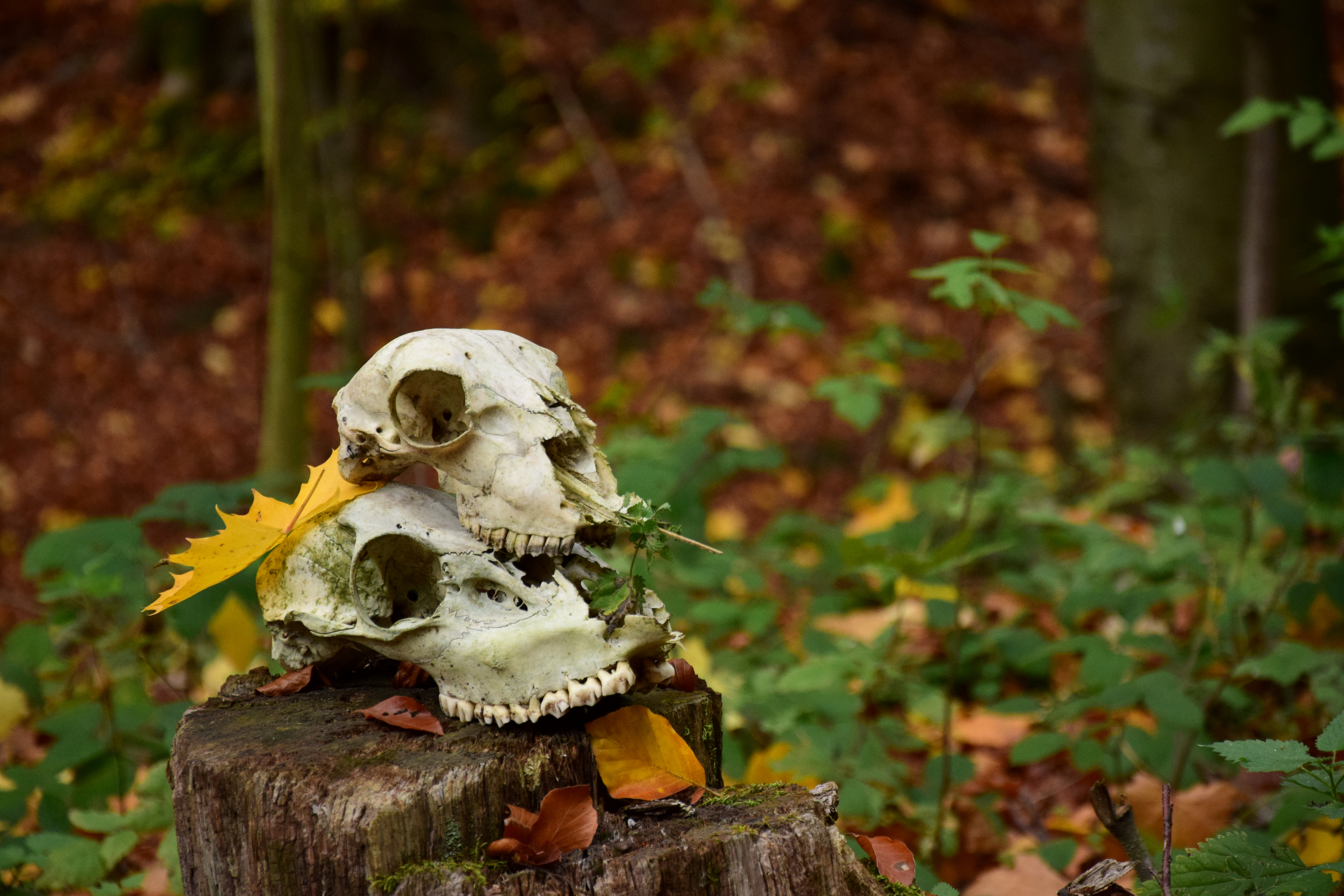
Zvířecí lebky

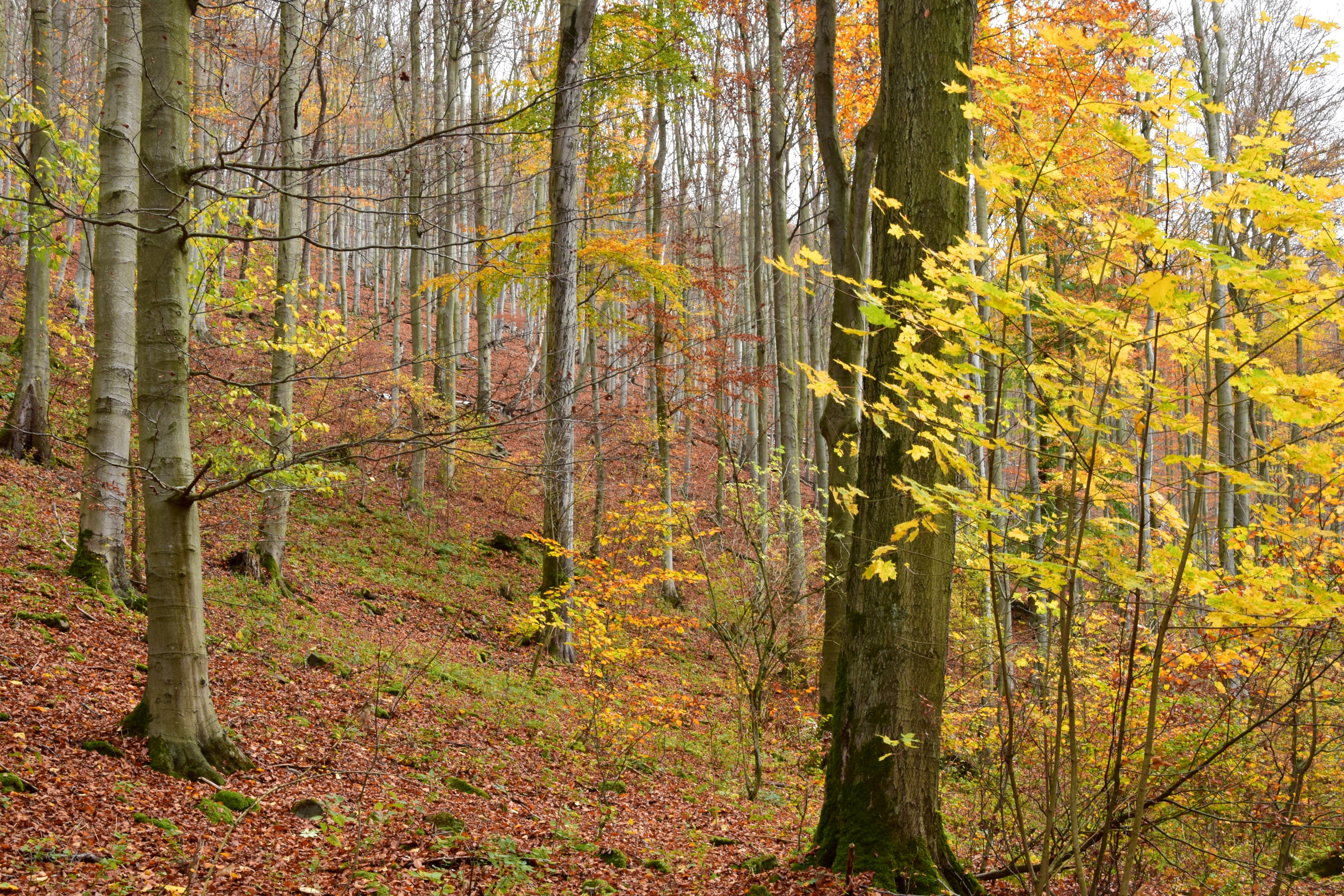
Bučina s javorem v podrostu

Lesní porosty jsou součástí genové základny buku lesního a břízy bělokoré. Nepůvodní druhy stromů (modřín, douglaska, dub červený) trpí nedostatkem vody a v rámci péče o chráněné území by měly být postupně nahrazovány dřevinami přirozené druhové skladby. Zejména by měly být podporovány duby zimní, buky lesní, javory a jedle bělokorá. Obnovu porostů komplikuje loupání a ohryz vysokou zvěří.
Kromě ekosystémů patří k hlavnímu předmětu ochrany několik druhů živočichů a hub zapsaných na Červený seznam ohrožených druhů. Jsou to zástupci čeledi kovaříkovitých, konkrétně ohrožený kovařík Hypoganus inunctus, jehož larvy se vyvíjí pod kůrou velkých odumírajících stromů, a kriticky ohrožený kovařík Ischnodes sanguinicollis, který se vyskytuje v nižších polohách a jehož larvy žijí na dnech dutin obvykle u pat stromů. Oba brouci byli v chráněném území nalezeni v počtu jednotlivých exemplářů. Mezi zranitelné druhy patří holub doupňák (Columba oenas), který zde hnízdí v dutinách starších bukových porostů v počtu až dvaceti párů. Ve stejném prostředí byl zaznamenán minimálně jeden pár lejska malého (Ficedula parva). V malých počtech nebo jednotlivě byly v přírodní památce nalezeny plodnice chráněných lignikolních a saprotrofních hub vázaných na mrtvé dřevo především listnatých stromů. Konkrétně jde o zranitelné nebo ohrožené druhy pavučinec hezoučký (Cortinarius bibulus), pavučinec plyšový (Cortinarius orellanus), kržatka ostnitá (Flammulaster muricatus), chřapáč pýřitý (Helvella macropus), štítovka huňatá (Pluteus hispidulus), štítovka síťnatá (Pluteus phlebophorus), štítovka vločkatá (Pluteus podospileus) a holubinka olšinná (Russula pumila).
Z dalších bezobratlých se v údolí ojediněle vyskytuje motýl batolec duhový (Apatura iris). Více jsou zastoupeni vzácní obratlovci chránění podle vyhlášky 395/1992 Sb. V roce 2000 byl zaznamenán výskyt ohrožené užovky obojkové (Natrix natrix) a silně ohrožené ještěrky obecné (Lacerta agilis) a slepýše křehkého (Anguis fragilis). V době vyhlášení přírodní památky v lesních porostech žili kriticky ohrožený netopýr černý (Barbastella barbastellus) a silně ohrožení netopýr vodní (Myotis daubentonii), netopýr rezavý (Nyctalus noctula) a netopýr ušatý (Plecotus auritus).
Početné je množství ptáků, kteří v lokalitě hnízdí nebo jí přelétají. Zaznamenán byl přelet čápa černého (Ciconia nigra), luňáka červeného (Milvus milvus), jestřába lesního (Accipiter gentilis) a krahujce obecného (Accipiter nisus). U všech čtyř druhů existuje možnost, že v drmalském údolí hnízdí. Kromě uvedených druhů v přírodní památce v řádovém množství jednotlivých párů hnízdí sluka lesní (Scolopax rusticola), krutihlav obecný (Jynx torquilla), ořešník kropenatý (Nucifraga caryocatactes) a krkavec velký (Corvus corax). Vyšší početnost (v množství desítek jedinců) byla zaznamenána u přeletujícího rorýse obecného (Apus apus).

## Přístup
Podle potoka vede po dně údolí zeleně značená turistická trasa z Jirkova do Pyšné.